# Kokopera
Kokopera (Kungkara), pleme australskih Aboridžina s ušća rijeke Nassau sjeverno do rijeke Mitchell u australskoj državi Queensland. Plemenski teritorij prostirao se na 2,300 četvornih kilometara, a danas žive duž obale Delta Stationa. Kokopera su poznati pod nizom drugih sličnih naziva Koko-bera, Kukaberra, Konanin (od susjednih plemena), Goona-nin, Gunani, Gunanni, Goonamin, Goonamon, Koko papung. 

## Vanjske poveznice
- Kokopera